# River Song
River Song é uma personagem criada por Steven Moffat e interpretada pela atriz britânica Alex Kingston nas série de ficção científica Doctor Who e tem sua primeira aparição no episódio "Silence in the Library".
Ela é introduzida na série como uma futura acompanhante do protagonista da série Doctor Who. Doctor é um alienígena capaz de viajar no espaço-tempo. Como River Song é uma viajante espaço-temporal por si mesma, suas aventuras com o Doutor acontecem fora de sincronização; seu primeiro encontro aparenta ser o último, porém, mais tarde, é mostrada sua despedida  do Doutor.

Melody foi concebida logo após ou na mesma noite de núpcias dos pais, a bordo da TARDIS do Doctor ao transitar pelo Vortex do Tempo. A mãe de Melody, Amy Pond, foi sequestrada durante ou logo após sua "Lua de mel" e substituída por um "ganger" (Cópia). Esta cópia funcionava como um avatar através do qual Amy via a realidade como se ela estivesse presente no lugar do Ganger. Na verdade, Amy tinha sido levada para uma igreja baseada no asteroide Demon's Run no século LII para dar continuidade a gestação de Melody. Através da combinação de algumas circunstâncias de sua concepção no vórtex do tempo, mais a interferência do Silêncio, Melody desenvolveu algumas características de Time Lord incluindo a regeneração.
Apesar de seus pais serem casados, a mãe de Melody, Amy, insistiu que mantivesse seu sobrenome de solteira, Pond, para Melody. Amy opinou que "Melody Williams" foi o nome de uma professora de geografia, ao passo que "Melody Pond" lembra uma super-herói. Amy disse a Melody que ela nunca estaria sozinha, que o pai dela estava chegando para elas e que nem mesmo um exército poderia detê-lo. O secular Último Centurião nunca as havia deixado decepcionadas.
Dentro de um mês, Melody foi substituída por um "ganger" e levada pela Madame Kovarian ao século XX para ser criada para matar o Doctor. Ela foi escolhida para esta tarefa por causa de sua concepção no Vórtex do Tempo. Isso lhe deu a possibilidade de grande força e regeneração, pilotar a TARDIS e compreender princípios complexos de tempo e espaço.
Foi através de seu avatar "ganger" que Melody conheceu seu pai e o Décimo Primeiro Doctor. A conexão de Melody para seu "ganger" é cortada, e assim seu "avatar" é liquefeito, enquanto seu pai e outros lutavam para salvá-la dos Monges Decapitados.
Melody foi sequestrada e treinada pelo Silêncio para matar o Doutor. Ela mais tarde afirmou que esta parte de sua vida é "um pouco confusa" de se lembrar devido aos poderes deles de apagar a memória.
Como uma pequena menina, ela acabou em um orfanato em 1969 na Flórida, sob forte esquema de segurança. Melody foi forçada a usar um traje astronauta da Apollo que o Silêncio atualizou com tecnologia alienígena. O traje podia se mover de forma autônoma e iria colocar Melody em si mesmo, tanto para o controle quanto para prover o sustento. De inteligência e comunicação artificiais, o traje automaticamente colocaria uma Melody assustada em contato com a autoridade máxima que poderia encontrar: o Presidente Richard Nixon, em qualquer telefone que estivesse próximo no momento. Melody ligou repetidas vezes para Nixon, pedindo ajuda e descrevendo o "homem do espaço" (o traje) que iria "come-la" (autonomamente colocá-la dentro de si mesmo), mas sem saber que ajuda ela precisava ou onde exatamente ela estava.
Esses telefonemas a levam ao seu primeiro encontro físico com o Décimo Primeiro Doctor, e ao primeiro contato com ele que ela iria provavelmente se lembrar. No entanto, do ponto de vista do Doctor e dos pais dela, eles ainda iriam se conhecer por meio do "ganger" em Demon's Run. Ela se aproximou do Doctor enquanto estava no traje espacial, o que levou a mãe dela a atirar-la com medo da morte iminente do Doctor. A viseira do traje foi danificado, mas Melody saiu ilesa.
Uma jovem Melody escapa de seu traje espacial e foge.
Ela voltou para Graystark três meses depois, e descobre sua mãe em seu quarto. Melody implora por ajuda, mas Amy estava confusa por causa de uma foto de si mesma com uma Melody criança. Com a chegada do Silêncio, Melody força para sair do traje e foge, ela demora tempo suficiente para ver o Doutor mais uma vez.
Primeira Regeneração de Melody.
Durante os próximos seis meses, ela foi até Nova York. Ela desenvolveu uma doença terminal, mas sabia que poderia "consertá-la", regenerando. Ela estava em um beco quando ela finalmente sucumbiu à sua doença em janeiro de 1970, e regenerou.
Na década de 1990, ela era uma criança em Leadworth, e ainda usava o nome de Melody, depois abreviando para Mels. A regeneração de Melody em Mels a transformou em uma criança no meio de Nova York. Mels cresceu como uma amiga de infância perto de seus pais, que não tinham ideia de que ela era sua filha. Ela muitas vezes se meteu em problemas, com explosões de comportamento criminosos e imprudentes durante sua adolescência.
Mels frequentou a Escola Primária Leadworth com os seus pais. Durante o Terceiro Ano, ela era a única pessoa de quem Veronica Stackmore tinha medo. Um ano depois de Veronica ter roubado o boneco do homem maltrapilho, Mels colocou uma máscara e se declarou como "A Ovelha da Perdição".
"Eu sou a garota mais forte do mundo!" - Mels lutando contra dois goblins de Krampus.
decapitá-lo. Mels assegurou a sua mãe que boneco poderia ser consertado com fita. Quando Amelia perguntou por que os adultos não acreditavam nas coisas que Veronica fazia, Mels disse que sentia que os adultos eram idiota e que ela poderia ficar como uma garota para sempre. Quando Krampus e seus goblins invadiram Leadworth, os goblins disseram a Mels que tinham ouvido "muitas histórias" sobre ela e, em seguida, tentaram atacá-la, mas em vez disso ela usou sua força super humana para atacá-los. Depois, Krampus encurralou Mels, juntamente com seus pais, os prendendo em papel de decoração de Natal. Quando Verônica recusou Krampus, ele e seus goblins desapareceram, deixando apenas Mels com as memórias do incidente. Após a peça de Natal na escola em que seus pais interpretaram Maria e José, Mels apresentou a sua mãe o boneco do Doctor Maltrapilho e concordou com o seu avô quando ele disse que Amelia e Rory faziam um "casal adorável."
Mels detinha o recorde da escola de bens confiscados. Ela já usou Amy e Rory para causar uma distração para que ela pudesse pegar de volta itens que foram confiscados do Armário dos Professores, e em seguida, fugiu pelo telhado saindo pela janela do banheiro dos professores.
Ironicamente, Amy, em grande parte criou Mels sem saber que ela estava fazendo isso. Amelia esperava por Mels do lado de fora do escritório da diretora e sempre depois destes incidentes conversava com ela, muito parecido com o jeito que uma mãe habitualmente faria. Mels estava obcecada pelo "Doutor Maltrapilho" de Amelia. Sonhava em se casar com ele e alegou na escola que os desastres históricos eram culpa dele, porque ele não interveio. Todas estas opiniões negativas do Doutor foram condicionadas pelo Silêncio. Durante todo o tempo, ela sabia.
Mels finalmente se encontra com o Doctor.
que Amy e Rory eram seus pais e que ela pretendia matar o Doctor. Mels também estava envolvida no roubo de carros e ônibus.
Mels eventualmente ajudou Amy a ver que Rory a amava depois que ela passou toda uma década pensando que ele era gay. Ela garantiu, assim, a sua própria existência. Ao faltar o casamento de seus melhores amigos/pais no dia 26 de Junho de 2010, ela  mais tarde disse: "Não vou a casamentos". Mels adiou o seu primeiro encontro com o Doctor por mais de um ano, ao mesmo tempo em que evitou a interação com uma versão futura de si mesma.
Através de um grande sacrifício Melody vira River.
Em outono de 2011, Melody roubou um carro (de novo) e seguiu seus pais para o milharal, onde o Doctor chegou, assim que recebeu a "mensagem" deles. Apresentando-se, Melody manteve o Doctor sobre a mira de uma arma para fugir da polícia. Exigindo que fosse levada para matar Hitler, Melody atirou na TARDIS, fazendo com que ela atingisse o escritório de Hitler em 1938, inadvertidamente, salvando-o do Teselecta. Ela então foi acidentalmente atingida por uma bala perdida que Hitler tinha atirado no Teselecta, forçando-a a se regenerar. Sua nova forma foi reconhecida como River Song pelo  Doutor e os seus pais. Como programado, River matou o Doctor, usando um batom que contém um veneno incurável. Alegremente chamando-se de psicopata, Melody correu freneticamente por Berlim, roubando roupas de clientes em um restaurante elegante.
O Teselecta (que trouxe os pais de River a bordo) decidiu puni-la, mas o Doctor o impediu de machuca-la. Quando seus pais estavam em perigo de serem mortos pelos seus anticorpos, Melody ficou surpresa ao ver o Doctor ignorar sua dor para salvá-los. Ela também ficou com ciúmes da "River Song" que ele ficava mencionando, exigindo saber quem ela era. No entanto, o Doutor a fez pilotar a TARDIS (que ensinou como) para salvar Amy e Rory. Melody então concordou em dar uma mensagem a River Song do Doctor que estava morrendo, e ele sussurrou em seu ouvido. Perguntando quem era River, Amy fez o Teselecta se transformar na nova encarnação de Melody. Melody percebeu que ela era a pessoa que o Doctor continuava chamando por socorro. Amy perguntou a Melody o que o Doctor sussurrou em seu ouvido. Em vez de responder a essa pergunta, Melody perguntou a seus pais, se o Doctor "valia a pena." Ao dizer "sim", Melody despertou o Doctor, usando todas as suas regenerações restantes para trazê-lo de volta à vida. Ela desmaiou no processo.
O Doutor levou River até o "melhor hospital do universo" para se recuperar. Sabendo de seu futuro como uma companion casual, ele deixou um diário em forma de TARDIS como um presente, na esperança de evitar "spoilers", presciente de que isso poderia destruir o universo.  Depois de recuperar, River encontrou as roupas que seus pais deixaram para ela; ela acreditava que Amy as tinha trazido pois havia muitas saias curtas.
Na esperança de encontrar o Doctor mais uma vez, River entrou na Universidade Luna em 5123. Quando perguntado por que ela queria estudar arqueologia, River disse que ela estava "à procura de um bom homem." Seus estudos ajudaram algumas vezes a localiza o Doutor no passado.
No entanto, qualquer tipo de menção registrada dele viria a ser apagado da história pelo próprio Doctor, levando a um paradoxo.
River submersa no Lago Silencio esperando pelo Décimo Primeiro Doutor.
No dia em que River recebeu seu doutorado, Kovarian apareceu com agentes da Igreja e do Silêncio. Eles a prenderam, forçando a usar um  traje de astronauta modificado, a levaram para Utah em 22 de Abril de 2011 e submergi-la no Lago Silencio para esperar o Doutor.
Quando chegou a hora de matá-lo, River drenou a energia de sua arma para desafiar um ponto fixo no tempo. O tempo se transformou em uma realidade onde toda a história aconteceu ao mesmo tempo. Ela inicialmente se recusou a corrigir o seu erro. River confessou a Kovarian que ela tinha se apaixonado pelo Doctor. Ela também confessou isso para o próprio Doctor.
Após o episodio da morte de seus pais Amy e Rory, River se encontra com a décima segunda regeneração do Doutor na colônia de humanos Mendorax Dellora em 5343 no dia de Natal e não o reconhece de imediato. O Doutor descobre o que River Song faz quando ele não está por perto. Neste encontro, é revelado que esta é a última noite da River Song e do Doutor vivos e juntos como um casal. Ambos saem em uma perseguição pela galáxia até que acabam em Darillium, local que possui o restaurante com as duas torres cantantes, local este citado pela mesma em seu primeiro encontro com o Doutor e ganha a chave de fenda sônica encerrando-se então a historia da personagem.
O showrunner Steven Moffat declarou em entrevista a Radiotimes que decidiu escrever mais uma história sobre River Song pois haveria a possibilidade dele anunciar a sua  saída de Doctor Who em breve e nunca mais escrever,  então seria um adeus.